# Марта (притока Кубања)
Марта (рус. Марта) река је на југу европског дела Руске Федерације. Протиче преко југозападних делова Краснодарске Покрајине и запада Републике Адигеје (Горјачкокључки градски округ и Таужечки рејон).
Улива се у вештачко Краснодарско језеро саграђено на реци Кубањ и припада басену Азовског мора. Пре градње језера уливала се директно у Кубањ као његова лева притока, и тада је непосредно пре ушћа примала реку Апчас као своју најзначајнију леву притоку. Укупна дужина водотока је 68 km, док је површина сливног подручја око 726 km². Њена најважнија притока је река Цица коју прима на свом 33 km. 
У горњем делу тока протиче преко северне подгорине Великог Кавказа, док у доњем делу тока кроз Закубањску равницу представља типичну равничарску реку. На делу тока кроз станицу Мартанскују на реци се налази неколико мањих вештачких језера. 